# Nu'u
Nella mitologia hawaiana Nu'u è un umano che sopravvisse al diluvio universale.

## Il mito
Gli dèi per punire gli uomini della loro malvagità fecero venire un diluvio. Poi incaricarono Nu'u di costruire un'arca per salvare gli animali,se stesso e la propria famiglia. Quando si ritirarono le acque si ritrovò sulla sommità del Mauna Kea di Big Island. Nu'u erroneamente attribuì alla Luna la sua salvezza. Kane Milohai, il Dio creatore discese quindi sulla terra su di un arcobaleno e spiegò a Nu'u il suo errore.  Dopo il diluvio, da Nu'u e dalla sua famiglia nacque una nuova razza umana.